# Biratori
Biratori (jap. 平取町 Biratori-chō) – miasto w Japonii, w prefekturze Hokkaido, w podprefekturze Hidaka. Według danych na rok 2020 miasto zamieszkiwało 4 776 mieszkańców , a gęstość zaludnienia wyniosła 6,4 os./km². Nazwa miejscowości w języku ajnuskim oznacza „pomiędzy skalistymi klifami”.